# 私の風采
『私の風采』（わたしのふうさい）は、Half time Oldのアルバム。2024年9月11日にHANBUNKO RECORDS（ユニバーサルミュージック）から発売された。

## 概要
前作『身体と心と音楽について』から約2年ぶりのフルアルバム。2023年11月15日にリリースされたデジタルミニアルバム『ALPHA』6曲に新曲4曲を追加した全10曲入りのフルアルバムとなっている。
また、本作のリリースに合わせて、『「私の風采」リリースツアー ”only baby”』の開催が行われた。

## 収録曲
全作詞・全作曲：鬼頭大晴
1. フラミンゴ [2:44]
編曲：Half time Old
  - BSよしもと「発信Live ジモトノチカラ！」10月度エンディングテーマ[4]

本アルバム収録の新曲。発売前の8月7日に先行配信された[5]。
2. 灯火 [4:18]
編曲：Naoki Itai、Half time Old
  - テレビ東京系アニメ『シャドウバースF セブンシャドウズ編』オープニングテーマ[6]

2023年7月8日に配信シングルとしてリリース[7]。デジタルミニアルバム『ALPHA』に収録され[2]、本アルバムにも再収録された。
3. モラトリアムカレソウ [4:18]
編曲：Half time Old
  - 読売テレビ『今田耕司のネタバレMTG』エンディングテーマ[8]

『ALPHA』より2023年10月18日に先行配信[9]。本アルバムにも再収録された。
4. いつかの太陽 [4:11]
編曲：Half time Old
本アルバム収録の新曲。
5. 革命の音 [3:15]
編曲：Half time Old
  - 東海テレビ開局65周年記念ドラマ「江戸からきたキラくん」主題歌[10]

『ALPHA』より再収録。
6. 透明（にされた）人間 [3:36]
編曲：Half time Old
『ALPHA』より再収録。
7. SENPAI NO UTA [3:45]
編曲：Half time Old
本アルバム収録の新曲。
8. ハルアレ [3:31]
編曲：Half time Old
本アルバム収録の新曲。発売前の8月28日に先行配信された[11]。
9. stand by me [4:37]
編曲：Half time Old
『ALPHA』より2023年11月1日に先行配信[12]。本アルバムにも再収録された。
10. トリノフライト [5:23]
編曲：Half time Old
『ALPHA』より再収録。

## リリースツアー
「私の風采」の発売を引っ提げてリリースツアーを開催。2024年9月21日から2025年1月24日にかけて全6公演が行われた。

### 日程
開催日時・会場
- 2024年9月21日 - 千葉LOOK（千葉県）
- 2024年9月22日 - 仙台enn3rd（宮城県）
- 2024年10月17日 - 福岡Queblick（福岡県）
- 2024年10月18日 - 梅田Zeela（大阪府）
- 2024年11月17日 - 渋谷eggman（東京都）
- 2025年1月24日 - 名古屋ell.FITS ALL（愛知県）